# XX5
Albums de Georgio
Héra bleu noir
(2016) Sacré
(2021)
Singles
1. J'en sais rien
Sortie : 30 octobre 2018
2. Hier
Sortie : 8 novembre 2018

XX5 est le troisième album studio du rappeur français Georgio, sorti le 23 novembre 2018 sur le label Panenka.

## Historique
Georgio nomme son album XX5 en référence à son âge. Le 30 octobre 2018, il publie le premier single de l'album, J'en sais rien.
La pochette de l'album représente Georgio souriant dans une piscine à boules colorées, servant de tombe. Il est écrit en latin sur la pierre tombale : « Georgio XX5. Ma jeunesse a disparu, la suite n'en sera que meilleure ». Pour les besoins de cette pochette, Georgio s'est rendu dans une forêt de l'Île-de-France et y a creusé une tombe factice.

## Réception

### Commerciale
Une semaine après sa parution, XX5 s'est écoulé à 5405 exemplaires. Il atteint la 26e position des charts français et la 52e des charts wallons.

### Critique
Rémi Tschanz de Aficia estime que Georgio « offre un projet relativement riche, aux multiples facettes » et qu'il « s'inspire de son entourage, de l'amour, mais aussi de la nostalgie, d'une certaine noirceur pour continuer à avancer. Le bleu noir s'éclaircit de deux teintes ». Brice Bossavie du journal Libération note que le rappeur « dévoile un rap plus mélodique et électronique ».

## Liste des titres
| No  | Titre                              | Producteur(s)           | Durée |
| --- | ---------------------------------- | ----------------------- | ----- |
| 1.  | Hier                               | Diabi, Myd              | 4:04  |
| 2.  | Miroir                             | Heezy Lee, Myd          | 3:35  |
| 3.  | Aujourd'hui                        | Tom Fire                | 4:03  |
| 4.  | Dans mon élément (featuring Isha)  | Tom Fire, Myd           | 4:15  |
| 5.  | J'en sais rien                     | Tom Fire                | 2:54  |
| 6.  | Coup pour coup                     | Myd, LeMarquis          | 3:35  |
| 7.  | Monnaie                            | Georgio, Feelo          | 2:59  |
| 8.  | J'roule                            | VM The Don              | 3:56  |
| 9.  | Akira                              | Woodkid                 | 3:19  |
| 10. | Seul                               | Myd, Ico                | 2:58  |
| 11. | Ca bouge pas                       | Myd, Vladimir Cauchemar | 3:18  |
| 12. | Barbara (featuring Vald)           | Sam Tiba, Myd           | 3:05  |
| 13. | J'me couche                        | Eazy Dew                | 1:55  |
| 14. | Haute couture                      | Myd, Vladimir Cauchemar | 3:48  |
| 15. | Prisonnier                         | Medeline                | 3:28  |
| 16. | 31 janvier (featuring Victor Solf) | Myd, Victor Solf        | 4:34  |
| 17. | Les yeux en face des trous         | Myd                     | 2:50  |
| 18. | 100% (Piste bonus)                 | Blixx MacLeod           | 2:42  |

## Classements hebdomadaires
| Classement (2018)   | Meilleure position |
| ------------------- | ------------------ |
| Wallonie (Ultratop) | 52                 |
| France (SNEP)       | 26                 |